# الحزب الليبرالي الراديكالي
الحزب الليبرالي الراديكالي السويسري (بالفرنسية: Le Parti libéral-radical)‏ حزب سياسي يميني سويسري، من أقصى اليمين، تأسس في سنة 2009، يمتلك 33 مقعدًا في المجلس الوطني السويسري من أصل مائتي مقعد. يعتبر الحزب من الداعين إلى التقارب الأوروبي.